# Любомльська районна гімназія імені Наталії Ужвій
Любомльський навчально-виховний комплекс "Загальноосвітня школа І-ІІІ ступенів №1 - районна гімназія імені Наталії Ужвій" - навчальний заклад з поглибленим вивченням іноземних мов у місті Любомль на Волині.
Навчальний заклад розміщується в центрі міста за адресою:

## З історії гімназії
В 1937 році Любомльський магістрат виділив кошти на будівництво нової школи у місті. В цьому ж році було урочисто закладено її перший камінь. На наступний рік відчинила двері для дітей Любомля красуня - двоповерхова школа (нині в цьому приміщенні знаходиться ЗОШ І-ІІІ ступенів №2). В ній колись навчались польські діти і ті українські діти, прізвища яких мали польське походження. Після встановлення 1939 року радянської влади в цьому приміщенні розміщувалась неповна середня школа №1, а з 1940 року вона стала середньою. Під час німецької окупації Любомля (1941-1944 рр.) тут розмістили військовий шпиталь, а школа була по вулиці Куснищанській (тепер Червоної Армії) в будинку №8. Тоді не вистачало підручників, вчителів, навчальних програм. Та й учнів було зовсім мало, тому згодом навчання тут припинилося. Відновили його після визволення Любомля. Міська рада організувала громадськість для впорядкування шкільного приміщення.
Станом на 1 жовтня 1944 року в школі навчалось 146 учнів. Не вистачало кваліфікованих вчителів. Більшість з них були направлені із східних областей України. В 1946-1947 навчальному році десятий клас закінчило вісім випускників. Це був перший випуск середньої школи, директором якої був тоді Д.І.Червінський. З 1 вересня 1945 року при українській середній школі була відкрита початкова школа з російською мовою навчання для дітей військовослужбовців. Вона працювала як філіал української один навчальний рік , а з 1 вересня 1946 року стала самостійною.
Згідно з постановою Ради Міністрів УРСР від 11 жовтня 1947 року школі була виділена земельна ділянка, на якій проводились навчально-дослідницькі роботи. При школі була організована виробнича бригада, до якої входили старшокласники. Працювали в школі також бригади по виробництву цегли та будівельна. З 1961 до 1993 року незмінним директором був Олексюк Остап Петрович.
В листопаді 1967 року до 50 річниці Жовтневої революції відбулося урочисте відкриття нового приміщення школи по вулиці Ільїна.
28 серпня 1986 року постановою Ради Міністрів УРСР Любомльській середній школі №1 було присвоєно ім’я народної артистки СРСР Наталії Михайлівни Ужвій.
19 вересня 1998 року до 100 річчя від дня народження Н.М.Ужвій на школі установили меморіальну дошку з барельєфом актриси.
З 1993 по 2003 рік директором школи був О.В.Лук’янчук.
За тридцять років (з 1967 по 1997 рік) випускниками школи стали 2496 учнів.
13 серпня 2003 року на базі школи було створено навчально-виховний комплекс "ЗОШ І-ІІІ ступенів - районна гімназія імені Наталії Ужвій". Директором навчального закладу нового типу призначено О.К.Тишик. Урочисте відкриття гімназії відбулося 1 вересня 2003 року. Першими гімназистами стали 360 хлопчиків і дівчаток, яких під час урочистостей освятив настоятель Свято-Георгіївської церкви отець Володимир.
Гімназія - це нова сторінка, новий щабель в історії школи, з якою пов'язані найкращі спогади багатьох любомльчан.

## Музеї

### Музей-кімната Наталії Ужвій
Музей-кімната відновив свою роботу в жовтні 2003 року. Профіль музею — меморіальний. Його експозиція присвячена нашій видатній землячці, актрисі Наталії Ужвій. Н.М.Ужвій — Народна артистка СРСР, Герой соціалістичної праці, лауреат державних премій. ЇЇ по праву називали "поетесою української сцени". Наталія Ужвій народилась в Любомлі 8 вересня 1898 року в селянській родині. Коли ій виповнився один рік, батьки, у пошуках кращої долі, переїхали у передмістя Варшави Нове Брудно, а 1912 року — у містечко Клевань Вашнської губернії. Тут у 1914 році Наталка закінчила духовне училище і стала вчителювати у церковно-приходських школах. Навчати дітей ій дуже подобалось. Коли розпочалась Перша світова війна, родина Ужвіїв опинилась в еміграції в місті Золотоноша Полтавської губернії. В цей час в місті діяв самодіяльний "любительський" драматичний гурток і Наталка стала його активною учасницею. Так відбулось її знайомство з театром. Через 5 років виступів на аматорській сцені дівчина вирішила стати професійною актрисою. Її прийняли до трупи Київського першого українського драматичного театру ім. Т.Г.Шевченка. Пізніше Наталія Ужвій працювала в Одесі, 10 років в Харкові в театрі "Березіль", а з 1936 року — в Київському театрі ім. І.Франка. За довге творче життя вона зіграла 212 ролей на сцені, понад 20 — в кіно. Найвідоміший її фільм — "Райдуга" з 1943 року, нагороджена премією Американської кіноакедемії.
Померла Н.М. Ужвій 22 липня 1986 року. З метою увічнення пам'яті актриси її іменем названо наш навчальний заклад, вулицю, на якій вона народилась, теплохід на Дніпрі. Активною роботою шкільного музею ми також вшановуємо пам'ять пр нашу славну землячку. Про життєвий і творчий шлях Н.Ужвій розповідають десятки фотокопій основної експозиції музею-кімнати, численні статті з газет і журналів, книги, особисті речі актриси. Екскурсоводи та учасники гуртка юних музеєзнавців проводять масову роботу у різних формах: оглядові та тематичні екскурсії для учнів та гостей школи, музейні свята, зустрічі з цікавими людьми. Вони ведуть активну пошукову роботу, поповнюють експозицію новими експонатами, листуються з членами родини Н.Ужвій. Роботою шкільного музею ми вшановуємо пам'ять про нашу славну землячку та пропагуємо зання про неї.

### Музей історії освіти Любомльського району
Музей урочисто відкрили напередодні Дня працівників освіти у 2011 році.

## Міжнародне співробітництво
Гімназія ім. Наталії Ужвій співпрацює з гімназією міста Парчева (Польща). Влітку польські діти приїжджають в Любомль, разом з українськими дітьми розважаються, відпочивають на Світязі. Через деякий час наші учні їдуть з метою оздоровлення до Польщі. В цьому році діти відпочивали на озері Бявка, що біля Любліна. Крім того, заплановано ще один проект про співпрацю з гімназією села Воля Угруська (Польща). Також передбачається обмін дітьми з метою їх взаємоспілкування та оздоровлення. Учні, які займаються вивченням польської мови, беруть участь в різних конкурсах в Польщі, а також у тих, що організовуються Генеральним Консульством Польщі в Луцьку.

## Основні напрями роботи
1. Залучення до науково-дослідницької діяльності здібних учнів відповідно до їхніх наукових інтересів.
2. Навчання учнів роботи з науковою літературою, формування культури наукового дослідження.
3. Знайомство та співробітництво з представниками науки, надання практичної допомоги учням у здійсненні експериментальної та дослідницької роботи.
4. Організація індивідуальних консультацій проміжного та підсумкового контролю в процесі наукових учнівських досліджень.
5. Залучення наукових працівників до керівництва науковими роботми учнів.
6. Рецензування учнівських наукових робіт під час підготовки їх до участі в конкурсах і конференціях.
7. Підготовка, організація та проведення науково-практичних конференцій, турнірів, олімпіад.
8. Редагування та видання учнівських наукових збірників.